# الاتحاد الفولتي
الاتحاد الفولتي (بالفرنسية: Union Voltaïque)، يُعرف أيضًا باسم اتحاد الدفاع عن مصالح فولتا العليا. كان حزبا سياسيا في فولتا العليا. تم تشكيله بعد الحرب العالمية الثانية بفترة وجيزة بمبادرة من الحاكم الفرنسي ألبرت موراج، واتُهم موراج بالتدخل في الانتخابات المحلية في يونيو 1948 نيابة عن الحزب. كان تحالفًا من الفولتيين الشباب المدربين كاثوليكيا والزعماء التقليديين المعارضين لهيمنة ساحل العاج. كان من بين الأعضاء الأوائل جوزيف كونومبو وهنري جيسو وجوزيف ويدراوغو وموريس ياميوغو.
في انتخابات عام 1951، أرسل الاتحاد أربعة أعضاء إلى الجمعية الوطنية: الدكتور جوزيف كونومبو وهنري جيسو ونازي بوني ومامادو ويدراوغو.
ومع ذلك، عندما غادر داعمها الرئيسي، الحاكم موراج، فولتا العليا في عام 1953، أصبحت وحدة الاتحاد هشة. في عام 1955، شكل كونومبو وجيسو حزبًا جديدًا، الحزب الاجتماعي لتحرير الجماهير الأفريقية. وبالمثل، أسس نازي بوني الحركة الشعبية الأفريقية في نفس العام.